# ۵۴ شیر
۵۴ شیر یک ستاره است که در صورت فلکی شیر قرار دارد.